# Enzo Hernández
Enzo Octavio Hernández (Valle de Guanape, Anzoátegui, Venezuela, 12 de febrero de 1949 - El Tigre, Estado Anzoátegui, 13 de enero de 2013) fue un beisbolista profesional de campocorto y bateador derecho venezolano.
Hernández inició su carrera con los Tiburones de La Guaira en la temporada 1967-1968. En la Liga Venezolana de Béisbol Profesional disputó once temporadas, diez con los Tiburones de La Guaira y una con los Llaneros de Portuguesa. Disputó ocho temporadas en las Grandes Ligas entre 1971 y 1978, siete con los Padres de San Diego entre 1971 y 1977 y una con los Dodgers de Los Ángeles en 1978.
Enzo Hernández fue el venezolano número 20 en entrar a las Grandes Ligas, y se retiró prematuramente de su carrera debido a lesiones.

## Marcas

### Grandes Ligas
En las Grandes Ligas logró un promedio de bateo de .224 puntos, 522 hits, 66 dobles, 13 triples, 2 jonrones, 241 carreras anotadas, 113 remolcadas y 129 bases robadas en 714 juegos.

### LVBP
En la Liga Venezolana de Béisbol Profesional dejó 247 de average, 232 carreras anotadas, 484 hits, 48 dobles, 15 triples, 0 jonrones, 114 impulsadas y 55 bases robadas en 511 juegos.

## Muerte
Hernández venía sufriendo de depresión severa y su salud recayó en diciembre de 2012; lo que llevó a Hernández a quitarse la vida el día 13 de enero de 2013, aproximadamente a la 1:45 a. m., al dispararse en la cabeza en su residencia en El Tigre, Estado Anzoátegui.
En El Tigre, tienen a Enzo Hernández como hijo adoptivo, e incluso construyeron un estadio con su nombre, el Estadio Enzo Hernández.
Ante su muerte, José Grasso Vecchio, presidente de la Liga Venezolana de Béisbol Profesional, calificó su muerte como «triste noticia», y que «Enzo Hernández junto a David Concepción fueron dos de los primeros herederos de Luis Aparicio. Ambos brillaron con su guante».